# The John Lennon Collection
The John Lennon Collection ist das zweite Best-of-Kompilationsalbum von John Lennon nach der Trennung der Beatles und das erste postum erschienene Album nach Lennons Tod im Jahr 1980. Einschließlich der sieben Solo-Studioalben der drei Avantgarde-Alben mit seiner Frau Yoko Ono und des Livealbums der Plastic Ono Band ist es das insgesamt 13. Album John Lennons. Es wurde am 1. November 1982 in Großbritannien und am 8. November 1982 in den USA veröffentlicht.

## Entstehungsgeschichte
Im November 1982 veröffentlichte EMI in Europa und Geffen Records in den USA ein Kompilationsalbum von John Lennon mit unterschiedlicher Titelliste. In den USA sind auf der LP-Version die Lieder Happy Xmas (War Is Over) und Stand by Me nicht enthalten. Anlässlich der Veröffentlichung der LP wurde Love in Europa als Single veröffentlicht. Es handelt sich bei den von der EMI beigesteuerten Titeln, abgesehen von Jealous Guy, ausschließlich um Singles. (Roxy Music veröffentlichten im Februar 1981 eine Coverversion von Jealous Guy und erreichte Platz eins der Charts in Großbritannien; im November 1985 wurde auch die Lennon-Version auf Single in Großbritannien veröffentlicht). Geffen Records steuerte sechs der sieben John-Lennon-Titel (ausschließlich Cleanup Time) des Albums Double Fantasy bei. #9 Dream wurde speziell für das Vinylalbum editiert (gekürzt). Weiterhin war erstmals vollständig Give Peace a Chance (weltweit) und Happy Xmas (War Is Over) (in Europa) auf einer Langspielplatte erhältlich.
Im Jahr 1989 übernahm die EMI die Rechte an den Aufnahmen von Double Fantasy und veröffentlichte eine CD-Version des Albums The John Lennon Collection mit den Bonusstücken Move Over Ms. L (erstmalige CD-Veröffentlichung) und Cold Turkey.

## Covergestaltung
Die Coverbilder wurden von Annie Leibovitz am 8. Dezember 1980, dem Todestag von John Lennon, fotografiert.

## Titelliste
Seite 1
1. Give Peace a Chance – 4:52
2. Instant Karma! – 3:20
3. Power to the People – 3:16
4. Whatever Gets You thru the Night – 3:17
5. #9 Dream – 2:46 a
6. Mind Games – 4:12
7. Love – 3:22
8. Happy Xmas (War Is Over) (John Lennon/Yoko Ono) – 3:33 (nicht auf der USA-LP-Version enthalten)

Seite 2
1. Imagine – 3:02
2. Jealous Guy – 4:14
3. Stand by Me (Jerry Leiber/Mike Stoller/Ben E. King) – 3:25 (nicht auf der USA-LP-Version enthalten)
4. (Just Like) Starting Over – 3:55
5. Woman – 3:25
6. I’m Losing You – 3:57
7. Beautiful Boy (Darling Boy) – 4:01
8. Watching the Wheels – 3:31
9. Dear Yoko – 2:33

Bonustitel
1. Move Over Ms. L. – 2:56 (erschien auf der CD-Wiederveröffentlichung 1989)
2. Cold Turkey – 5:01 (erschien auf der CD-Wiederveröffentlichung 1989)

## Wiederveröffentlichung
Die Erstveröffentlichung im CD-Format erfolgte im Oktober 1989 weltweit bei der EMI mit einer einheitlichen Titelliste. Der CD liegt ein zwölfseitiges bebildertes Begleitheft bei, das die Liedtexte enthält. Die CD-Veröffentlichung von 1989 wurde bisher nicht neu remastert.

## Videoveröffentlichung
Im Oktober 1992 erschien die 80-minütige Videokollektion The John Lennon Video Collection, die 19 Videos von John Lennon enthält. Eine DVD-Veröffentlichung erfolgte nicht.

## Single-Auskopplungen

### Love
Als Single wurde in Großbritannien und Deutschland am 1. November 1982 eine neu abgemischte Version von Love (B-Seite: Give Me Some Truth) aus dem Album ausgekoppelt. Die Single wurde nicht in den USA veröffentlicht.

### Happy X-Mas (War Is Over)
In den USA wurde am 29. November 1982 die Single Happy Xmas (War Is Over) / Beautiful Boy (Darling Boy) veröffentlicht, die sich nicht auf der US-Version des Albums befindet.
Die Promotionsingle wurde in den USA wie folgt veröffentlicht: auf der A-Seite befindet sich die Monoversion und auf der B-Seite die Stereoversion der A-Seite der Kaufsingle, weiterhin gab es eine Promotion-12″-Vinyl-Single: Happy X-Mas (War Is Over) / Beautiful Boy (Darling Boy).

## Kommerzieller Erfolg

### Chartplatzierungen
Album
| ChartsChartplatzierungen       | Höchstplatzierung | Wochen |
| ------------------------------ | ----------------- | ------ |
| Deutschland (GfK)              | 62 (11 Wo.)       | 11     |
| Vereinigte Staaten (Billboard) | 33 (16 Wo.)       | 16     |
| Vereinigtes Königreich (OCC)   | 1 (43 Wo.)        | 43     |

Singles

| Jahr | Titel | Höchstplatzierung, Gesamtwochen, AuszeichnungChartsChartplatzierungen (Jahr, Titel, , Platzierungen, Wochen, Auszeichnungen, Anmerkungen) | Anmerkungen                             |
| Jahr | Titel | UK | Anmerkungen                             |
| ---- | ----- | --- | --------------------------------------- |
| 1982 | Love  | UK41 (7 Wo.)UK | Erstveröffentlichung: 15. November 1982 |

### Auszeichnungen für Musikverkäufe
| Land/Region                  | Auszeichnungen für Musikverkäufe (Land/Region, Auszeichnung, Verkäufe) | Verkäufe  |
| ---------------------------- | ---------------------------------------------------------------------- | --------- |
| Argentinien (CAPIF)          | Gold                                                                   | 30.000    |
| Frankreich (SNEP)            | Platin                                                                 | 300.000   |
| Neuseeland (RMNZ)            | Platin                                                                 | 15.000    |
| Norwegen (IFPI)              | Gold                                                                   | 25.000    |
| Österreich (IFPI)            | Gold                                                                   | 25.000    |
| Spanien (Promusicae)         | Platin                                                                 | 100.000   |
| Vereinigte Staaten (RIAA)    | 3× Platin                                                              | 3.000.000 |
| Vereinigtes Königreich (BPI) | 3× Platin                                                              | 900.000   |
| Insgesamt                    | 3× Gold · 9× Platin ·                                                  | 4.395.000 |

Hauptartikel: John Lennon/Auszeichnungen für Musikverkäufe